# (17188) 1999 WC2
1999 دابليو سي 2 (ويعرف أيضًا باسم (17188) 1999 دابليو سي 2 وفق تسمية الكوكب الصغير) (بالإنجليزية: 1999 WC2)‏ هو كويكب ضمن حزام الكويكبات؛ وترتيبه 17188 من حيث الاكتشاف.
اكتُشف هذا الجُرم الفلكي بواسطة بحث لنكولن عن الكويكبات القريبة من الأرض في 17 نوفمبر 1999.

## وصلات خارجية
- (17188) 1999 WC2 في قاعدة بيانات مختبر الدفع النفاث لأجرام النظام الشمسي الصغيرة

- الاكتشاف · مخطط المدار ·  العناصر المدارية · المعلمات المادية

- (17188) 1999 WC2 على موقع ويكي سكاي: DSS2, SDSS, GALEX, IRAS, Hydrogen α, X-Ray, Astrophoto, Sky Map, Articles and images